# Stadion An der Alten Försterei
O Stadion An der Alten Försterei é um estádio de futebol localizado no distrito de Köpenick, em Berlim, na Alemanha. É o maior estádio exclusivo para futebol em Berlim, tendo o 1. FC Union Berlin como clube mandante. Foi inaugurado em 7 de agosto de 1920 com uma partida amistosa entre o Union Berlin e o 1. FC Nürnberg, a um custo de 17 milhões de euros. Tem capacidade para abrigar 22 012 espectadores, 3 617 sentados. O nome faz alusão à cabana de um lenhador, que se encontrava no local onde hoje são os escritórios principais do clube.

## História
O estádio foi construído em 1920 para abrigar o FC Olympia, antecessor do Union Berlin, após o clube se mudar da sua sede antiga devido à construção de um bloco residencial no seu lugar. A arena, que até então era chamada de Sportplatz Sadowa, foi inaugurada oficialmente em 7 de agosto de 1920, com uma partida entre o clube mandante e o 1. FC Nürnberg, que terminou em 2 a 1 para os visitantes. No entanto, o primeiro jogo no estádio já havia acontecido, um empate em 1 a 1 entre o FC Olympia e o FC Viktoria 1889 Berlin. O espaço tinha capacidade original para 10 mil pessoas, sendo atualizado em 1968 para 15 mil, e em 1978 para abrigar 23 500 espectadores. Mais reformas ocorreram entre os anos de 2000 e 2013, sendo a reforma de 2008 notável por contar com a participação de 2 300 torcedores, que ajudaram com as obras.